# Ouvrage de la Cave-à-Canon
L’ouvrage de la Cave-à-Canon est un ouvrage fortifié de la ligne Maginot dans les Alpes, sur la commune de Séez, dans le département de la Savoie.
L'ouvrage a été construit à partir de 1937 en bas du versant sud (à 844 mètres d'altitude) de la vallée de la Tarentaise, juste en aval de l'usine électrique de Malgovert.

## Position sur la ligne
La Cave-à-Canon était un petit ouvrage du secteur fortifié de la Savoie, dans le sous-secteur de la Tarentaise, formant avec son vis-à-vis l'ouvrage du Châtelard et quelques vieux forts la position de barrage de Bourg-Saint-Maurice, bloquant le débouché du col du Petit-Saint-Bernard.

## Description

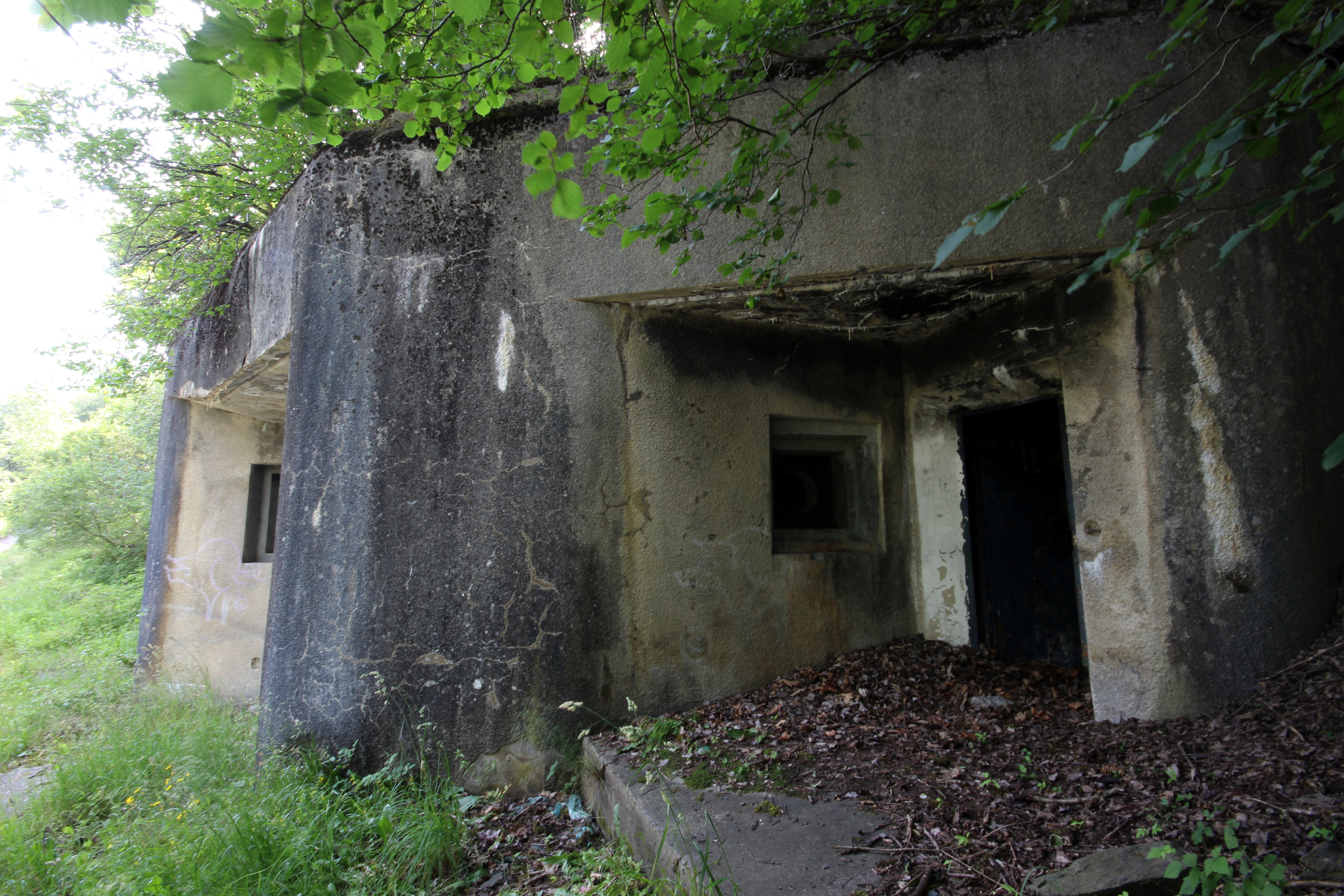
L'entrée de l'ouvrage.

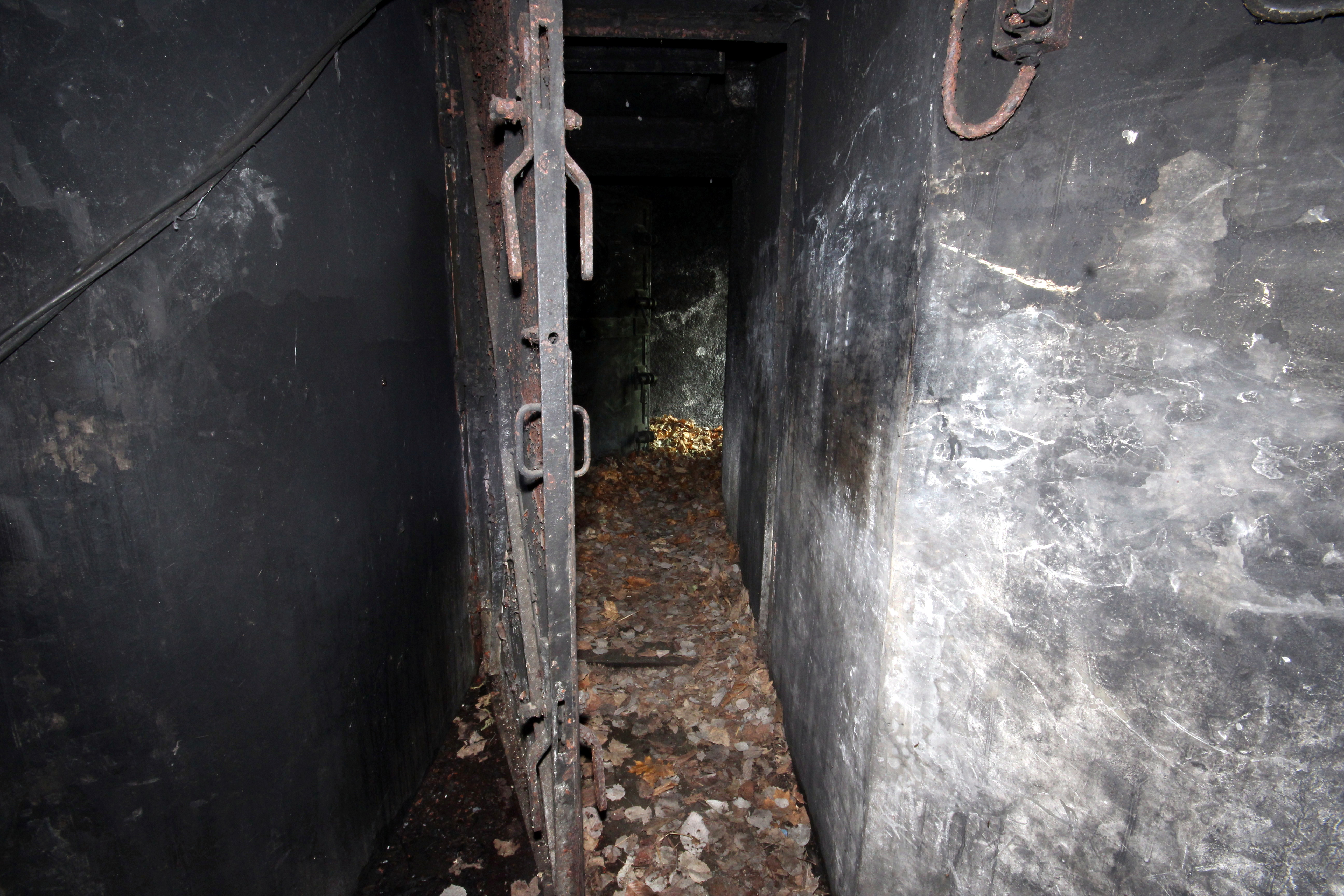
Le sas d'entrée.

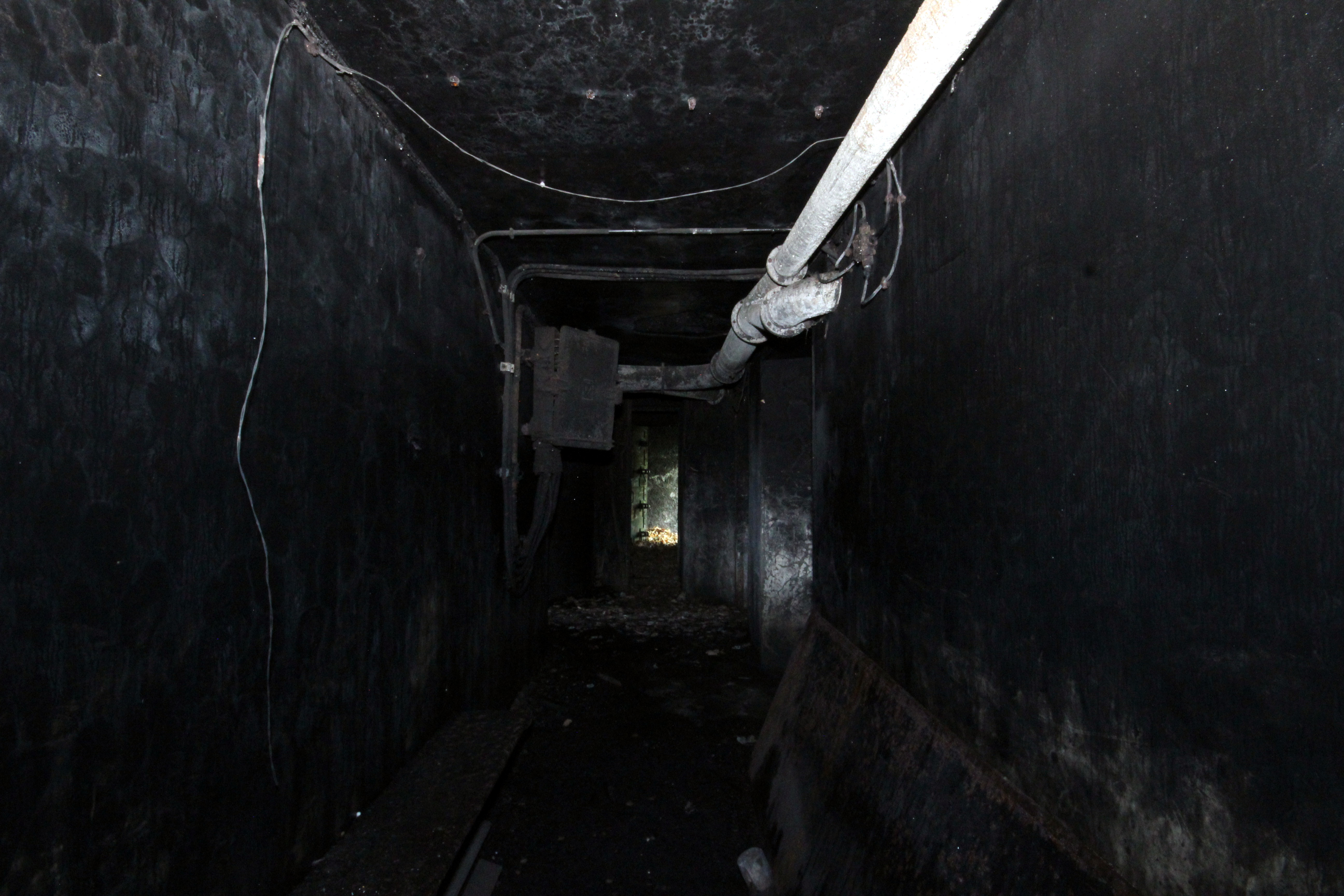
La première galerie.

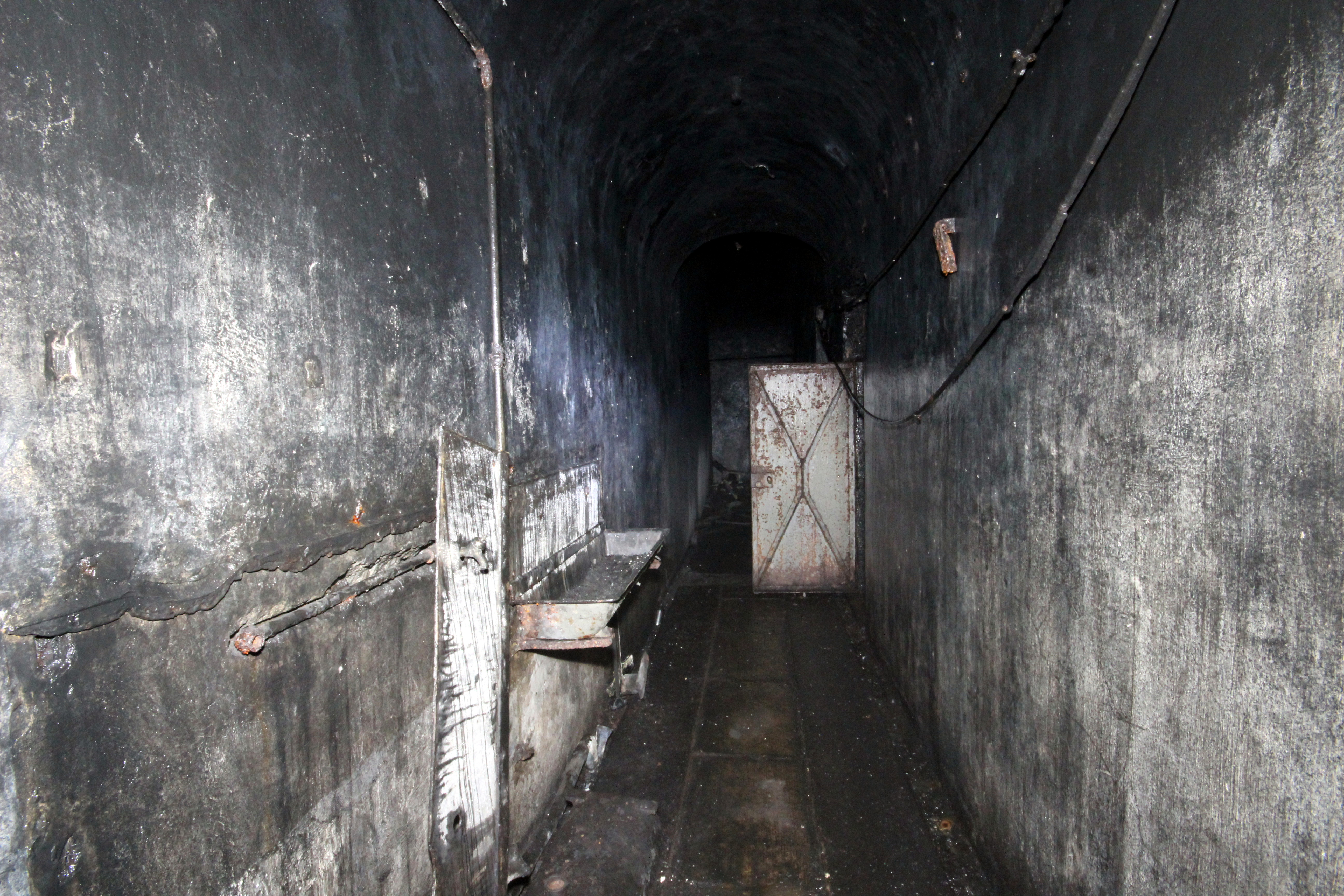
Les lavabos de l'ouvrage.

L'unique bloc est une casemate d'infanterie flanquant vers le nord (vers l'ouvrage du Châtelard), équipé d'un créneau pour JM/AC 47 (le jumelage de mitrailleuses pouvant être échangé avec un canon antichar, théoriquement de 47 mm mais remplacé ici par un de 25 mm) et de deux créneaux pour jumelage de mitrailleuses.
La cloche GFM (guetteur fusil mitrailleur) assure la défense des dessus. Le créneau projecteur n'a pas été installé, faute de temps (obturé en 1940).
Les installations souterraines ont été achevées en septembre 1939. L'électricité était fournie par le réseau civil de Bourg-Saint-Maurice, mais en cas de coupure l'ouvrage dispose de deux groupes électrogènes, composés chacun d'un moteur Diesel CLM 2 PJ 65 (deux cylindres, fournissant 20 ch à 1 000 tr/min) couplé à un alternateur. Le refroidissement des moteurs se fait par circulation d'eau. Les fumées de l'usine étaient évacuées par une cheminée placée un peu plus haut sur le versant.

## Histoire
L'effectif théorique était de 18 hommes de troupe et un sous-officier. Dans la pratique, se sont 26 hommes et un officier en 1939-1940 ; le commandant d'ouvrage était le lieutenant Courteaud.